# اداگانچاناهالی
اداگانچاناهالی (به انگلیسی: Adagunchanahalli) یک روستا در هند است که در کارناتاکا واقع شده‌است.